# Umeszaki Cukasza
Umeszaki Cukasza (Nagaszaki, 1987. február 23. –) válogatott japán labdarúgó, középpályás.

## Pályafutása

### Klubcsapatban
2005 és 2007 között az Oita Trinita labdarúgója volt. 2007-ben kölcsönben a francia Grenoble csapatában szerepelt. 2008 és 2017 között az Urava Red Diamonds, 2018 és 2021 között a Sónan Bellmare játékosa volt. 2021 óta ismét az Oita Trinita együttesében játszik.
Az Urava Red Diamonds csapatával 2017-ban ázsiai bajnokok ligáját nyert.

### A válogatottban
A japán U20-as válogatott tagjaként részt vett a 2007-es U20-as labdarúgó-világbajnokságon. 2006-ban egy alkalommal szerepelt a japán válogatottban.

## Sikerei, díjai
Urava Red Diamonds
- Japán ligakupa
  - győztes: 2016
- AFC-bajnokok ligája
  - győztes: 2017

## Statisztika

### Mérkőzése a japán válogatottban
| Japán | Japán               | Japán                      | Japán | Japán    | Japán    | Japán                | Japán | Japán       |
| #     | Dátum               | Helyszín                   | Hazai | Eredmény | Vendég   | Kiírás               | Gólok | Esemény     |
| ----- | ------------------- | -------------------------- | ----- | -------- | -------- | -------------------- | ----- | ----------- |
| 1.    | 2006. szeptember 6. | Szanaa, Ali Mohsen Stadion | Jemen | 0 – 1    | Japán    | Ázsia-kupa-selejtező | -     | a szünetben |
|       | Összesen            |                            |       | 1        | mérkőzés |                      | 0     | gól         |